# Río Paracatú
El río  Paracatu  es un río de Brasil, uno de los principales afluentes del río São Francisco que discurre íntegramente por el estado de Minas Gerais. Es uno de los tributarios más caudaloso del río São Francisco y drena una cuenca de unos 45.000 km², casi en su totalidad en el estado de Minas Gerais (19 municipios), aunque incluye parte de tres municipios del estado de Goiás y parte del Distrito Federal.
El río tiene una longitud de 485 kilómetros. Su principal afluente, el Preto, tiene su origen en la Lagoa Feia, cerca de Formosa, en el estado de Goiás y forma la frontera con el Distrito Federal.[cita requerida]

## Geografía
La palabra «Paracatu» proviene de la lengua tupí-guaraní y significa «río bueno».Tiene como fuentes dos veredas en la sierra de São Braz, una extensión de la sierra Marcela, llamadas Cana Brava y Riacho do Cavalo, que se reúnen en la hacienda de São Braz. Por la margen derecha, recibe los ríos Banabují, Taboca, Tamanduá, Prata, Verde, Troncos, Catinga, Campo Grande, Sonimho, Sono Grande y Gameleira; y, por la izquierda, los ríos Biboca, Santa Catarina, Escuro Grande, Santa Izabel, Córrego Rico, Boa Sorte, Bezerra, São Pedro, Rio Preto (que es el mayor de sus afluentes), Santa Teraza, Santa Fé, Santo Antônio, Cana Brava y otros de corto recorrido.
El río Paracatu tiene aproximadamente 300 km navegables, desde su desembocadura hasta el extinto Porto Buriti. En su curso, hay pequeños corredeiras e cachoeiras (rápidos y cascadas) que no impiden el tránsito de botes y canoas hasta el puerto donde estaba Porto Buriti. Desde ese punto, se encuentran las corredeiras siguientes: de Pais Mateus, de Pateiro, de la Bizerra, de la Taitaba, de Pedra Mole, de la isla de los Angicos de São José (50 m), de Tronco, de la Cifra (100 m de extensión), de Buritisinho, de las Três Irmãs y de Campo Grande. También existen numerosas cachoeiras  como la de Inhaúma, de Gama, de Sabãozinho (formada por piedras lisas que no dejan afirmar las varass de los remeros), de los Paus, de la Pedra Amolar (antes con 3000 HP), la cachoeira Grande (con un potenciales evaluados de 400 HP), la Rasa (antes con 200 HP) y la del Garrote  (antes con 150 HP), siendo esas las caídas más importantes del río Paracatu.
Merecen ser citadas, también, las cachoeiras de Cosme, de la Escaramuça y del Cavalo, así como las corredeiras de Frio, de Curralinho y de Bufetão, que está a unas 5 leguas de la desembocadura del Paracatu en el São Francisco.

## Trivia
En las orillas del río Paracatu, en un lugar llamado Club de los Once, el cineasta brasileño Nelson Pereira dos Santos dio inicio al renacimiento de un nuevo ciclo del cine brasileño al llevar la obra de João Guimarães Rosa a la pantalla. El cuento homónimo titulado A Terceira Margem do Rio [La tercera orilla del río] se convirtió en una película. Varios actores paracatuenses participaron en esa obra surrealista del clásico director .